# لولوة المنصوري
لولوة احمد المنصوري (21 نوفمبر 1979) باحثة وروائية من جلفار في إمارة رأس الخيمة الإمارات العربية المتحدة، عضو مجلس إدارة اتحاد كتاب وأدباء الإمارات - مسؤول النشر والتوزيع ، حصلت على بكالوريوس أدب عربي، ودبلوم إدارة التراث الثقافي، ودبلوم ترميم الوثائق والمخطوطات

## مسيرتها
تعلقت لولوة بالكتابة منذ وقت مبكر، فكانت تكتب يومياتها في الطفولة حين كانت في التاسعة من عمرها. كتبت أول قصة لها عام 1999 حين كانت في الجامعة وكان اسمها "رسالة رثاء طيفية" وقد حصلت على جائزة أفضل قصة قصيرة على مستوى الجامعة. أما الرواية فكان أول واحدة كتبتها هي "آخر نساء لجنة" الصادر عام 2013 والتي وجدت تفاعلا وصدى شجعها على الاستمرار، وهي تقول عنه: "العمل يمثل بداياتي في عالم الرواية، ورغم أنه لم يمض عليها سوى بضع سنوات فقط، فإن أسلوبي وأفكاري ومطامحي الروحية قد تغيّرت منذ ذلك الوقت".
تلت تلك الرواية روايات أخرى مثل: (خرجنا من ضلع جبل) الفائزة يجائزة الإمارات للرواية، و(قوس الرمل)، بالإضافة إلى مجموعات قصصية.
عانت لولوة في طفولتها من حالة من الشرود الذهني، وقد كان مدرسوها يشتكون من ذلك. ترى لولوة أن لتلك الحالى علاقة بإبداعها السردي وأنها أثرت في مشوارها في الكتابة، وهي تقول عن نفسها: "أنا كائن يسكن في الشرود والذهول العميق منذ طفولتي".
يُلاحظ من نصوص المنصوري أنها كانت تكثر من حكايات الصحراء، فقد كان لها أثر كبير في تجربتها الكتابية، فهي تتحدث عنها قائلة: «الصحراء بيتي الرّوحي العظيم، تمنحني الكبرياء وصفاء الوعي، تهديني النظرة العجائبية الثاقبة والتركيز على الذات والتكبّر على القشور والماديات، الصحراء هي البصيرة وبيت النبوءات الخالدة، هي الزمن الكليّ، لا تعرف بدايته من نهايته، هي التيه الذي ينبئ بالتحوّل الباطني العميق».
دخلت لولوة عالم العمل الصحفي، ولم تتخل فيها عن أسلوبها الشعري والسردي، وهي تحمل رؤية خاصة حول الأجناس الإبداعية، لخصتها قائلة: "أحاول أن أتنفس ككاتبة من كل العناصر بشكل عام، ولا أتجزأ وفق التصنيفات والأجناس، قد أكتب رواية متى ما استدعت الفكرة والحاجة إلى بلورتها في فضاء أكثر انطلاقاً، أو قد تحتاج اللحظة إلى اختزال مكثف لبناء قصة، أما العمل الصحفي فقد زاولته في المجلات الاجتماعية قبل الانسحاب منها إلى كتابة الأدب والتفرغ له، لكل تجربة زمنها الخاص، نصل إلى حد الاكتفاء منها والانطلاق نحو انصهار جديد في عوالم جديدة".

## مقتطفات من حياتها
- تقول لولوة: "توفي جدي إبراهيم مبكراً جداً، كنت في السابعة من عمري، غير أنه ترك لي حظاً كبيراً من الذاكرة من خلال مشاهد تومض بين محطات الحياة، لمعة وجهه الصوفي الأبيض في الشمس، وإشراقة عمامته البحرية وخطه الجميل في المراسلات وصوته الأنيق الهادئ، وبساطته العالية، وأنفه الذي ما هدأ يوماً من الدم، كان مصاباً بـالرعاف، وأتذكر صور الدم النازف من أنفه على شراشفه وسط ليوان البيت، وأعرف أنه مات لأن دمه نادر، كان يحتاج لإضافة ولم يجدوا دماً مطابقاً له، لقد أبى دمه الاختلاط، فنام سريعاً هادئاً مرتاحاً من الضجيج، وأبي كان عصامياً كأبيه، معتقاً بالبحر وممتزجاً برائحة الخشب، احترف النجارة في بداية حياته، ناحتاً بشوقه الحياة التي يود الإقامة فيها، فاكتسب الحكمة والصمت والتأمل، أحب الكواكب والعلوم فاطلع عليها وسبر مداخلها بالسؤال واقتناء الكتب وتكوين مكتبة معارف في البيت، كان له خط غامض كأنه ذاهب للشرود والمتاهة، وتوقيعه يشبه درب التبانة".[7]

- وتقول عن صداقات الطفولة: "أحب العابرات، إن صداقة العبور في الطفولة تترك رنيناً عميقاً في الروح، وكثيرات من صديقات الطفولة كن عابرات، في الفصول الدراسية، في الحدائق، في الاحتفالات العائلية، في السهل الجلفاري، في الحقيقة لا أملك صداقة مستقرة منذ الطفولة، وهذه هي جمالية بحد ذاتها، فالطفولة فضاء عامر بالتكوين والتنوع والاستقلال والتشكل، رحابة حرة من التعلق والتقييد والوعود، كلها كانت وعوداً عابرة، وأتذكر أبرزها وأغربها وأكثرها التصاقاً بروحي طفلة من أهالي رؤوس الجبال، نزلت بمعية أهلها ذات شتاء إلى السهل وسكنوا مؤقتاً عند رأس الشاطئ القريب من الندود التي تحوي في طميها بقايا أثرية من مرفأ جلفار القديم والمندثر، كنت أنزل في الظهيرة الباردة من حافلة  المدرسة وأركض رأساً إلى بيتهم، أترك حقيبتي على صخرة بحرية، وننطلق معاً نجمع المحار والفخار العتيق ونتخذ من اللقى الأثرية المتناثرة على الشاطئ السبخي دمى ولعباً، دون أن ندرك أن ما بين أيدينا عائد تاريخياً  لأسلاف هذه الأرض ما قبل 5000 سنة". [7]

- وعن هواياتها تقول: "لم تكن لدي هوايات محددة، كنت طبيعية هوائية وبسيطة وشاردة ومنذهلة على الأغلب، أحببت اللعب والفضاء المفتوح، كثيراً ما كنت ألعب خارج الجدران والأسوار، أحببت ركوب الدراجة والسباحة في البحر، واستهوتني رحلات الأهل في الطبيعة، أحب تعاليم جدتي في تكوير العجين والخبز وسقي الزرع، وكانت حواسي تستعد لتخزين التفاصيل ورياح الزمن، كنت أكتب بطريقة الكتابة الداخلية، بمعنى أن أترك الأمكنة والأحداث تأخذ مجالاً واسعاً من إدراكي وتنكتب بداخلي بأسلوب حدسي وبيقظة عاطفية تجاه الأشياء، لقد خرجت كل تلك الكتابات الداخلية على شكل انفجار في الثلاثين من عمري، فتدفقت القصص والروايات والكتابات البحثية، وكأنها كانت حبيسة رئتي منتظرة الأوان المناسب للتجلي والانعتاق بنضج ويسر وثقة".[7]

- وعن علاقتها بالقراءة تتحدث: "كنت لا أهوى القراءة في طفولتي المبكرة، ولم أحبها أبداً رغم إتقاني السريع لها. كنت أحب الاطلاع على الصور والنصوص المتبوعة برسومات توضيحية، أحببت كتب وموسوعات أبي الخاصة بـعلم الكواكب والأجرام وعلوم الأرض والطبقات الجوفية، أحببت الخرائط الطبيعية، كنت وقتها أقرأ بشكل آخر، أقرأ بعيني وحواسي وتأملي للأمكنة والصور والأحداث، أقرأ كل ذلك بصمت ومشاعر حية مطلقة ودون انتظار مقابل، ثم بدأت أحب القراءة بشكلها المألوف في وقت متأخر، بين آخر مقعد دراسي لي في المدرسة الثانوية وأول مقعد دراسي لي في الجامعة، فبدأت أهتم بالصحف وقراءة المجلات والكتب وكل ما له صلة بالأدب القديم والحديث وما بعد الحداثة، ليست لأنها مناهج مفروضة بل لأنني صدقاً بدأت أهتم بالقراءة وجل انتباهي كان ينصب على قراءة الجهد الإنساني بعد مراحل طفولية غامرة بقراءة الجهد الإلهي في الطبيعة والكون".[7]

## مؤلفاتها

### الرواية
| الكتاب                         | صادر عن                          | سنة الإصدار | عدد الصفحات | ردمك ISBN     |
| آخر نساء لنجة                  | دائرة الثقافة والإعلام - الشارقة | 2018        | 252         | 9789948237358 |
| قوس الرمل (ملهاة المهد والماء) | دار العين للنشر - القاهرة        | 2017        | 171         | 9789774903991 |
| خرجنا من ضلع جبل               | ثقافة للنشر والتوزيع - أبوظبي    | 2014        | 143         | 9789948446392 |
| ------------------------------ | -------------------------------- | ----------- | ----------- | ------------- |

### مجموعات قصصية
| الكتاب                   | صادر عن                                                        | سنة الإصدار | عدد الصفحات | ردمك ISBN     |
| عندما كانت الأرض مربعة   | اتحاد كتاب وأدباء الإمارات                                     | 2020        | 114         | 9789948341666 |
| قبر تحت رأسي             | مسعى للنشر والتوزيع - البحرين العنوان للنشر والتوزيع - الشارقة | 2017        | 73          | 9789948231103 |
| قبر تحت رأسي طبعة أولى   | دائرة الثقافة والإعلام - الشارقة جائزة الشارقة للإبداع العربي  | 2014        | 83          | 9789948020059 |
| القرية التي تنام في جيبي | دار كُتاب - دبي                                                 | 2014        | 125         | 9789948220152 |
| ------------------------ | -------------------------------------------------------------- | ----------- | ----------- | ------------- |

## إصدارات أخرى
ساهمت في جمع وإعداد مجموعتين قصصيتين بالتعاون مع الكاتب الإماراتي محسن سليمان والمجموعتان هما:
| الكتاب                                                   | صادر عن                                                     | سنة الإصدار | عدد الصفحات | ردمك ISBN     |
| القصة اليتيمة في الإمارات هذا امتدادي هذا البحر          | اتحاد كتاب وأدباء الإمارات العنوان للنشر والتوزيع - الشارقة | 2020        | 200         | 9789948368441 |
| كلنا السدرة كلنا نشيد الموجة مختارات من القصة الإماراتية | اتحاد كتاب وأدباء الإمارات العنوان للنشر والتوزيع - الشارقة | 2019        | 104         | 9789948399445 |
| -------------------------------------------------------- | ----------------------------------------------------------- | ----------- | ----------- | ------------- |

## الجوائز
- رشحت رواية “آخر نساء لنجة” ضمن القائمة الطويلة لجائزة الشيخ زايد للكتاب في دورتها لعام 2013
- فازت المجموعة القصصية “القرية التي تنام في جيبي في دورة جائزة دبي الثقافية لعام 2013[8]
- فازت رواية “خرجنا من ضلع جبل” بالمركز الثاني في دورة جائزة الإمارات للرواية لعام 2014 [9]
- فازت رواية «قوس رمل» بالمركز الثالث في دورة الجائزة لعام 2017 [10] [11]

- فازت بالمركز الأول عن المجموعة القصصية “قبر تحت رأسي” في دورة جائزة الشارقة للإبداع العربي لعام 2014
- فازت قصتها (ظلام أبيض عميق جداً) في دورة جائزة جمعة الفيروز للقصة القصيرة لعام 2015[12] [13]

## تحكيم المسابقات
شاركت لولوة المنصوري في تحكيم عدد من المسابقات والجوائز منها:
1. جائزة الإمارات للرواية[14]
2. مسابقة (قصتي) المنظمة من مؤسسة محمد بن راشد آل مكتوم بالتعاون مع وزارة التربية والتعليم.
3. مسابقة الشيخة لطيفة بنت محمد لإبداعات الطفولة (حقل القصة القصيرة).

## العضوية
- عضوة في اتحاد كتاب وأدباء الإمارات [15]
- عضوة في رابطة أديبات الإمارات [9]
- عضوة هيئة تحرير مجلة (بيت السرد) [16]
- عضو في ندوة الجائزة العالمية للرواية العربية عام 2013